# Powóz (posługa komunikacyjna)
Powóz – jedna z tak zwanych posług komunikacyjnych wynikających z prawa książęcego (łac. ius ducale), obowiązującego w średniowiecznych monarchiach patrymonialnych (np. w Polsce pierwszych Piastów). Polegała na obowiązku dostarczenia na potrzeby władcy lub jego ludzi wozów z zaprzęgiem.
Pozostałe dwie posługi komunikacyjne wynikające z prawa książęcego to przewód i podwoda.